# Temperaturni koeficient dolžinskega raztezka
Temperaturni koeficient dolžinskega raztezka 
nam pove, za kolikšen faktor se spremeni dolžina trdne snovi, če se temperatura snovi spremeni za 1 K. Navadno se privzame, da je tlak okolice konstanten. Formula za izračun temperaturnega koeficienta dolžinskega raztezka {\displaystyle \alpha } je:
{\displaystyle \alpha ={\frac {1}{L}}\cdot {\frac {\Delta L}{\Delta T}}}
kjer
- je {\displaystyle L} začetna dolžina snovi
- je {\displaystyle \Delta L} dolžinska sprememba snovi
- je {\displaystyle \Delta T} sprememba temperature

Enota je navadno 
{\displaystyle \left[{\frac {\mu m}{1{K}}}\right]} ali {\displaystyle \left[{\frac {\mu m}{1^{\circ }C}}\right]}
Temperaturni koeficient dolžinskega raztezka je navadno trikrat manjši od temperaturnega koeficienta prostorskega raztezka {\displaystyle \beta }:
{\displaystyle \alpha ={\frac {\beta }{3}}}

Vrednosti za nekaj najpogostejših snovi:
| Živo srebro      | 60 (×10−6/K) |
| Svinec           | 29           |
| Aluminij         | 23           |
| Medenina         | 19           |
| Nerjaveče jeklo  | 17,3         |
| Baker            | 17           |
| Zlato            | 14           |
| Nikelj           | 13           |
| Beton            | 12           |
| Železo ali jeklo | 12           |
| Ogljikovo jeklo  | 10,8         |
| Platina          | 9            |
| Steklo           | 8,5          |
| Tungsten         | 4,5          |
| Pyrex steklo     | 3,3          |
| Silikon          | 3            |
| Diamant          | 1            |